# Organisation Consul
Organisation Consul (O.C.) var en ultranationalistisk terrororganisation som existerade åren 1920–1922 i Weimarrepublikens Tyskland. Organisation Consul bildades av medlemmar ur frikåren Marinebrigade Ehrhardt och låg bakom morden på Matthias Erzberger, Walther Rathenau och Hans Paasche.

## Medlemmar i urval
- Kurt Blome
- Leonardo Conti
- Manfred von Killinger
- Hans Ulrich Klintzsch
- Ernst von Salomon
- Walter Stahlecker

### Webbkällor
- ”Organisation Consul (O.C.), 1920–1922” (på tyska). Historisches Lexikon Bayerns. Arkiverad från originalet den 17 februari 2013. https://www.webcitation.org/6EVLGE3wD?url=http://www.historisches-lexikon-bayerns.de/artikel/artikel_44323. Läst 17 februari 2013.